# Lanna församling
Lanna församling var en församling  i Skara stift i nuvarande Lidköpings kommun. Församlingen uppgick efter 1546 i Saleby församling.

## Administrativ historik
Församlingen har medeltida ursprung och uppgick efter 1546 i Saleby församling, efter att före dess ingått i samma pastorat.